# 海翔丸
海翔丸（かいしょうまる）は、2000年11月に国土交通省九州地方整備局関門航路事務所に配備された、日本最大級のドラグサクション浚渫兼油回収船である。
北九州港を母港とし、通常は週5日24時間3交代制で関門航路の浚渫作業を行っているが、大規模な油流出事故が発生し出動要請があれば、現場へ向かい油を回収する。
1997年1月に発生したナホトカ号重油流出事故によって大規模な海洋汚染を引き起こされたことを教訓として、国土交通省によって建造された。他にもこの種の船は名古屋港に「清龍丸」
、新潟港に「白山」
がそれぞれ配備され、これら3隻によって日本全国48時間以内に大規模な油流出事故などへの対応が可能となった。
なお、日本で｢ドラグサクション浚渫船｣と呼ぶ船は、日本以外では英語でTSHD（Trailing Suction Hopper Dredger）と呼ばれるが｢Trailing｣も｢Drag｣も英語では｢引きずる｣を表し、｢ドラグサクション：Drag Suction｣を冠して呼ぶのは日本特有の事と考えられる。

## 浚渫
海翔丸の主たる業務は、関門航路の浚渫である。およそ3ノットで航行しながら船尾中央部のドラグラダーを海底に降ろし、先端部のドラグヘッドを使って、掃除機のように海底の泥を海水とともに吸いこんで浚渫する。海水を一緒に吸い込むのは、浚渫ポンプが目詰まりするのを防ぐ意味があり、吸い込んだ泥は船体中央部の泥槽と呼ばれる部分に積み込まれる。この泥槽はおよそ2,000立方メートルの容量があり、およそ30分あまりの作業で満杯になる。一緒に吸い込んだ海水は上澄みを再度浚渫ポンプへ循環し、作業効率に無駄のないよう工夫されている。いっぱいになった浚渫土は、北九州空港北部に隣接する土砂処分場に運び、土捨てする。土捨てのため土砂処分場へ着岸する際、ドルフィン（海上に作られた係留施設）の手前800m付近から操船-接岸-陸上排送-離岸を自動で行う独自システムを開発、運用している。
海翔丸が作業を行う関門航路南東水道地区はシルテーションによる埋没が顕著な海域であり、埋没の量は年間およそ400,000m3ともいわれる。この問題を解決すべく、国土交通省は海翔丸を建造・就航させ、24時間3交代制での浚渫作業を採用している。
浚渫装置
- 浚渫ポンプ：5,000m3/h×2台
- 泥艙容量：2,000m3

## 浚渫作業と機雷
関門海峡周辺には、第二次世界大戦中に米軍によって5,000発近くの機雷が投下され、現在もなお2,000発近くが不発もしくは埋もれた状態により、処理できないままに残存しているとされる。浚渫作業開始前には必ず磁気探査を行い、機雷の有無を確認するが、毎年のように機雷が発見され、海上自衛隊により爆破処理されている。
こういった運用海域の背景から、機雷を吸い込んで起爆するという最悪の事態を想定し、被害を最小限に抑えるため、海翔丸の船橋は浚渫土吸い込み口から一番遠い船首側に置かれた。しかし、操船の面からいうと、船全体を見ることが難しいため、船員の間では不評である。

## 油回収
海翔丸が担っているもうひとつの重要な任務は、流出油の回収である。最初に記述してある通り、ナホトカ号油流出事故の被害を拡大させてしまったことへの反省から、世界で初めて2種類の油回収器を搭載した。
ひとつは舷側設置式油回収器といい、写真中、船橋後部に左右一つずつ見える赤いものである。これらを外側へスライドさせ、海面へと降ろして海面に浮いた油を回収する。おもに低粘性の油に適し、波浪に強い。
しかし、油が船首に当たって左右へ流れてしまいやすい死角に回収器が装備されているため、航行を続けながら効率的に油を回収するのは至難の業であった。
そこで、2010年の定期検査時に若干の改造を加え、回収器外側上部にノズルを取り付けた。このノズルから水を噴射することでウォーターカーテンを形成し、左右に流れた油を回収器前面へと集めることができるようにした。
もうひとつの回収器は投げ込み式油回収器といい、舷側設置式油回収器のすぐ後ろに見える黄色い機械である。こちらは高粘性の油に適しているが、波浪に弱いという難点がある。
こちらには当初から集油ブームが備えられており、それを羽を広げるような形で展開して海面に降ろし、油を寄せて厚みを増加させた中に回収器を浮かべ、回収する。
- 油回収装置
  - 油回収器
    - 舷側設置式：500m3×2台
    - 投込み式：200m3×2台

  - 回収油水槽容量：1,500m3/h

## 船員について
海翔丸に乗船する船員は、2011年現在28名であり、総員が国家公務員であり、船員としての資格をも有している。国家公務員法に基づく規定のほかに船員法に基づく労働権を有する。勤務は原則として、月曜日の朝母港を出港後、24時間体制で浚渫と土捨てを繰り返し、金曜日の夕方帰港する。その間船員たちは船内に泊まり込み、ワッチと呼ばれる3つのグループに分かれ、それぞれ4時間ずつ1日に2回勤務する。船内には個室のほか、会議室・食堂・厨房・休憩室・浴室があり、3人の船舶調理師と呼ばれる調理師が常駐し1日に3度の食事が用意される。調理師は調理のほか、食材の調達・管理・船内全体の衛生管理も担当している。本船へは毎日定期便として小型船舶が郵便や新聞を届けており、急用や急病で下船する船員や、休暇から戻ってくる船員の送迎も行っている。

## 緊急出動
海翔丸の通常任務は、あくまでも浚渫であり、油回収作業に従事するのは大臣による緊急出動命令が発令された場合のみである。2002年、島根県沖で発生した船舶衝突事故に伴って流出した油を回収するために緊急出動した実績があるほか、油回収作業ではないが、東日本大震災発生時、被災地への緊急援助物資を届けるために緊急出動した。
東日本大震災が発生した3月11日は金曜日であり、船員たちにとっては1週間ぶりに我が家に帰る日であった。本船は1週間の勤務を終えて食料も水も燃料も使い果たした状態であり、それらの補給は月曜日早朝に行われる予定であったのを、金曜日夜緊急補給を行うとともに、九州地方整備局管内の事務所に備蓄していた保存食や水、寝具などを積み込んだのち、土曜日早朝被災地へ向けて出発した。
途中横須賀港に寄港し、さらなる援助物資の積み込みを行い、3月17日に仙台塩釜港に入港、支援物資のほか、給水車への給水、作業船への給油活動などを行った。その後再度横須賀港へ回航、再び援助物資などを積み込んで即日福島県小名浜港へ向かった。同24日小名浜港入港、翌25日相馬港へ着岸し、それぞれ支援物資を届けた後、28日に北九州港へ帰港した。また、回航中相馬沖にて津波の被災者とみられる遺体を2体発見、海上保安庁に引き渡している。
令和6年能登半島地震に対しても、被災した現地港湾施設に接岸できる最大級の船であることから出動し、米飯1400食、カップ麺230食、子供用おむつ1,300枚、2リットルペットボトルの水1,000本などを搭載し、2024年1月3日16時頃に北九州港を出港。5日に輪島港へ到着予定。